# Ramón Javier Mestre

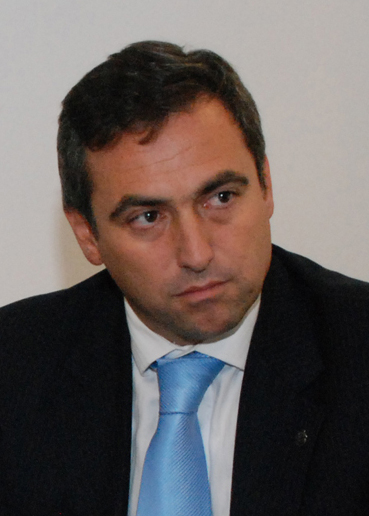
Ramón Javier Mestre (2013)

Ramón Javier Mestre (* 2. Juli 1972 in Córdoba) ist ein argentinischer Politiker der Unión Cívica Radical. Seit 2011 hat er das Amt des Bürgermeisters von Córdoba inne.

## Biografie
Mestre ist der Sohn des UCR-Politikers Ramón Bautista Mestre, der zwischen 1983 und 1991 Bürgermeister von Córdoba sowie von 1995 bis 1999 Gouverneur der Provinz Córdoba war. Daher wird er auch als Ramón Mestre hijo (Sohn) bezeichnet.
Er studierte Jura an der Universidad Nacional de Córdoba und erlangte 1996 den Titel des Rechtsanwalts. Später besuchte er den Masterstudiengang Recht für die Regulierung öffentlicher Dienstleistungen in der Universidad Austral de Buenos Aires und einen Aufbaustudiengang Handelsnormen in Madrid.
In der UCR erlangte Mestre 1995 den Posten des Präsidenten des Movimiento de Participación y Renovación der Jugendorganisation der UCR in Córdoba. Weitere regionale Parteiämter folgten. 2007 trat Mestre zum ersten Mal als Kandidat für das Bürgermeisteramt in Córdoba an, scheiterte jedoch gegen Daniel Giacomino. Zwischen 2007 und 2009 belegte er einen Sitz im Stadtrat von Córdoba, 2009 erlangte er einen Sitz im argentinischen Senat, den er bis 2011 belegte.
Bei der Wahl am 18. September 2011 wurde Mestre mit 35,65 % der Stimmen zum Bürgermeister von Córdoba gewählt. Bei der nächsten Bürgermeisterwahl 2015 wurde er mit 32,36 % in seinem Amt bestätigt.